# 间序油麻藤
间序油麻藤（学名：Mucuna interrupta）为豆科黎豆属下的一个种。

## 扩展阅读
- 維基物種上的相關：间序油麻藤